# Standfussiana osmana
Standfussiana osmana là một loài bướm đêm trong họ Noctuidae.